# Матейко Роман Михайлович
Рома́н Миха́йлович Мате́йко (14 лютого 1946, с. Кінашів Галицького району Івано-Франківської області — 9 травня 2007, Тернопіль) — український історик, вчений, краєзнавець, заслужений працівник освіти України (2002).

## Життєпис
Народився в сім'ї хліборобів.

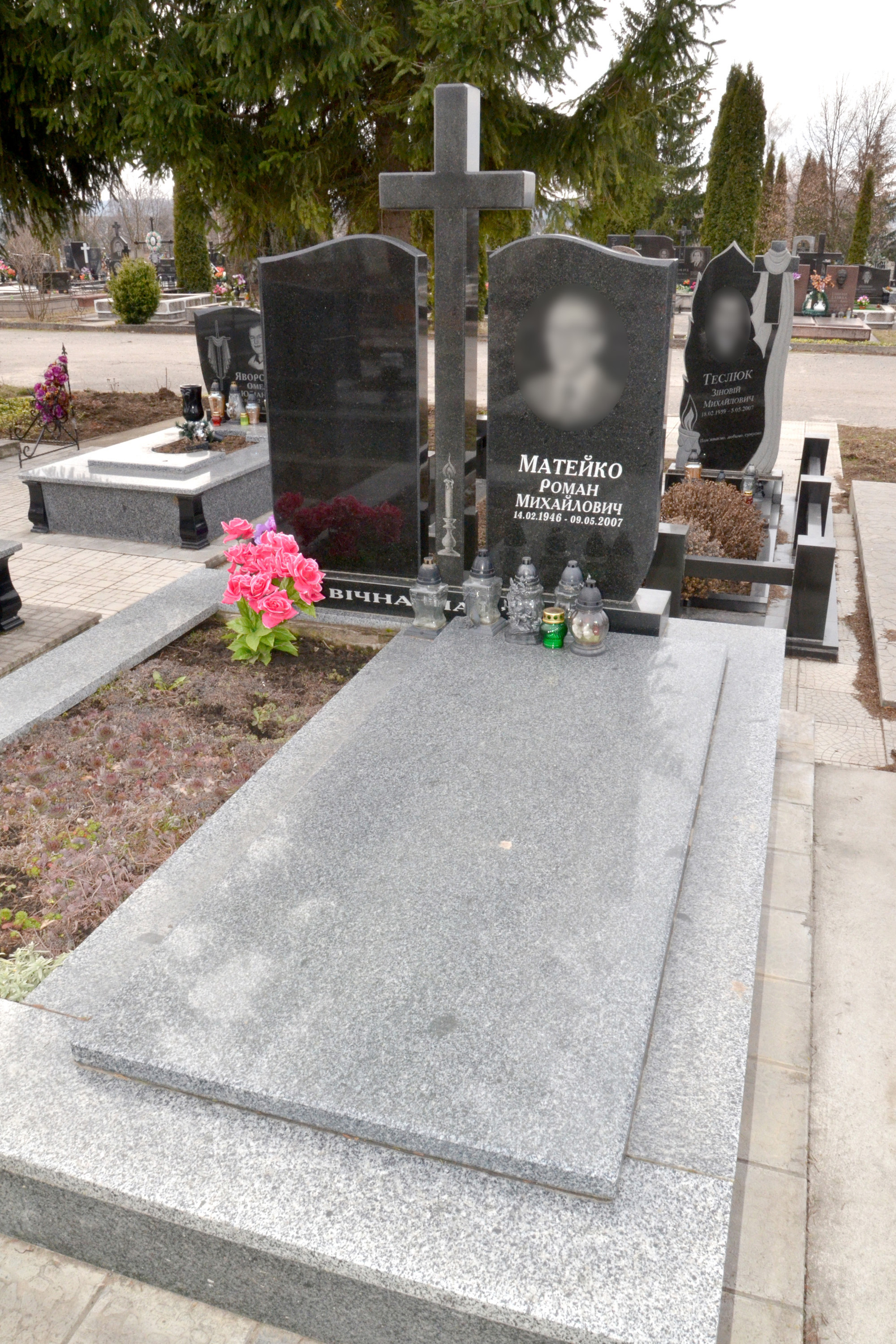
Могила Романа Матейка

У 1959 році закінчив семирічку в рідному селі, а середню освіту здобув у 1963 р. в одній із львівських шкіл-інтернатів. Цього ж року вступив на історичний факультет Львівського університету, який закінчив з відзнакою в 1967 році.
Від 15 вересня 1973 р. працював у Тернопільському державному економічному університеті.
У 1975 р. став кандидатом історичних наук, а у 1979 р. здобув наукове звання доцента.
Помер 9 травня 2007 р. в м. Тернополі.

## Дослідження
Упродовж останніх 15 років Р. Матейко досліджував три групи проблем: визвольні змагання галицьких українців кінця XIX — першої половини ХХ ст., зародження та розвиток кооперативного руху на західноукраїнських землях, історія української еміграції та сьогодення українського зарубіжжя. З цієї проблематики він опублікував понад 150 праць, був учасником більше 10 міжнародних та регіональних наукових конференцій. Р. Матейко — співавтор 20 підручників та посібників з історії України й економічної історії, 17 із яких мають гриф Міністерства освіти та науки України.

## Громадський почин
Роман Матейко, серед іншого, популяризував відомості про письменника, етнографа, культурно-освітнього та релігійного діяча Володимира Герасимовича, його дочки, знаної диригентки Анни Герасимович-Когут, великого майстра вітчизняної сцени Ярослава Геляса, видатного українського художника Петра Обаля, відомого політика Галичини кінця XIX — початку ХХ ст. Євгена Олесницького.

## Нагороди
За вагомі здобутки в навчальній, науково-дослідницькій та громадській роботі доцент Р. Матейко нагороджений орденом Знак Пошани, удостоєний почесного звання «Заслужений працівник освіти України» (2002).

## Публікації
Більше 10 публікацій невтомний дослідник присвятив канадсько-українській письменниці, художниці, перекладачці, громадській діячці Ліді Палій.
- Матейко Р., Мельничук Б. Воєнними дорогами синів Галичини: Українські Січові Стрільці на Тернопільщині. — Тернопіль: Ред.-вид. від. упр. по пресі, 1991. — 70 с.
- Матейко Р., Мельничук Б. За рідний край, за нарід свій…: Українська Галицька Армія на Тернопільщині. — Тернопіль, 1993. — 78 с.
- Матейко Р., Мельничук Б. Шляхами стрілецької слави: Українські Січові Стрільці в контексті визвольних змагань українського народу. — Тернопіль, 1995. — 72 с.
- Матейко Р. Бойові дії Українських Січових Стрільців на Тернопіллі // Вільне життя. — 2004. — 2 жовт. — С. 4. — (Сторінки нашої історії).
- Матейко Р. Боротьба Української Галицької Армії проти польської експансії (листоп. 1918 — лип. 1919 рр.): Ретроспективний погляд на деякі сторінки історії // Мандрівець. — 2004. — № 1. — С. 29–33.
- Матейко Р. Великий листопадовий чин: [До 82-ї річниці ЗУНР] // Тернопіль вечірній. — 2000. — 1 листоп.
- Матейко Р. Він завжди в динаміці, в русі: [Професор ТАНГу Є. Качан] // Тернопіль вечірній. — 1997. — 11 черв.
- Матейко Р. До ювілею кафедри // Тернопіль вечірній. — 2000. — 28 квіт.
- Матейко Р. З любов'ю до України // Вільне життя. — 2000. — 9 верес.
- Матейко Р. Молочний «наступ» Палія: [Про укр. кооператора та громад.-політ. діяча А. Палія] // За вільну Україну. — 2003. — 25 груд. — С. 6; фотогр.
- Матейко Р. Немеркнучий подвиг українського юнацтва: 87-ма річниця бою під Крутами // Свобода. — 2005. — 29 січ. — С. 4.
- Матейко Р. Пам'ятаючи минуле, дивимось у майбутнє: [Польська пацифікація проти укр. населення на Тернопільщині] // Вільне життя. — 2004. — 24 січ. — С. 2. — (Меморіал).
- Матейко Р. Програми не привели до покори: [Пол.-укр. відносини 1930-х років] // Тернопільська газета. — 2000. — 4 жовт.
- Матейко Р. Роль Українських Січових Стрільців в бойових діях на території Тернопілля // Мандрівець. — 2003. — № 4. — С. 14–17.
- Матейко Р.: «Не будьмо байдужими, бо це причина наших бід в минулому, сьогодні й у майбутньому» / Розм. з доц. каф. українознавства ТАНГу // Вільне життя. — 2003. — 7 жовт.
- Матейко Р., Мельничук Б. Схилімо у скорботі голови // Підгайний С. І. Українська інтелігенція на Соловках. — Тернопіль, 1999. — С. 3–6.
- Матейко Р. Тернопільщина за часів ЗУНР: Листопадовому зриву — 80 // Тернопілля'98 — 99: Регіон. річник. — Тернопіль, 2002. — С. 112–115.